# Jules Helbig

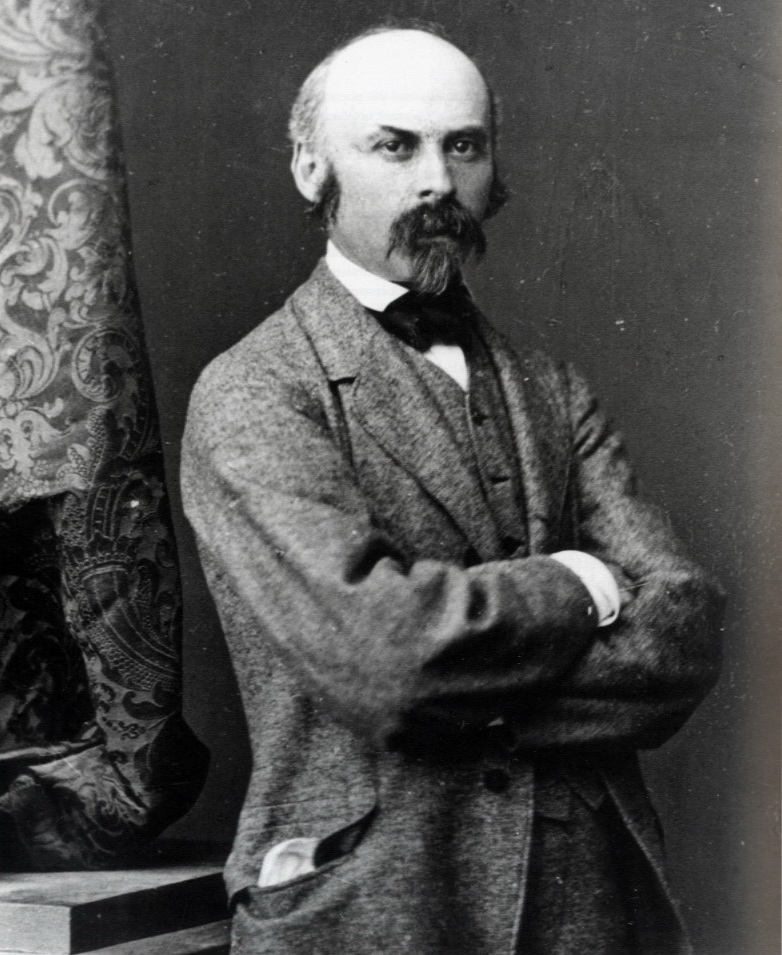
Jules Helbig (1821-1906)

Jules Helbig (voluit Jules-Chrétien Charles Joseph-Henri Helbig, Luik, 8 maart 1821 - aldaar, 15 februari 1906) was een Belgische schilder en kunsthistoricus.

## Biografische schets
Helbig was de zoon van Jean-Baptiste Helbig, een bankier en bibliofiel, en van Anne-Marie Lauteren. Hij was de broer van Henri Helbig (1813-1890), eveneens bibliofiel. 
Jules Helbig kreeg zijn vorming van Jean-Baptiste Jules Van Marcke aan de Koninklijke Academie voor Schone Kunsten van Luik, en van 1840 tot 1843 aan de Kunstacademie Düsseldorf. Zijn werk situeert zich binnen de 19e-eeuwse neogotiek, waarvan hij en Jean-Baptiste Bethune in België de belangrijkste verdedigers waren. 
In 1873 vestigde hij zijn naam als kunsthistoricus met een publicatie over de schilderkunst in het prinsbisdom Luik. Zijn meest invloedrijke publicatie is wellicht het in 1890 verschenen overzichtswerk van de beeldende kunst in het prinsbisdom: La sculpture et les arts plastiques au pays de Liège et sur les bords de la Meuse. Op 85-jarige leeftijd, net voor zijn overlijden, verscheen van hem een biografie over Jean-Baptist Bethune.

## Schilderkunst

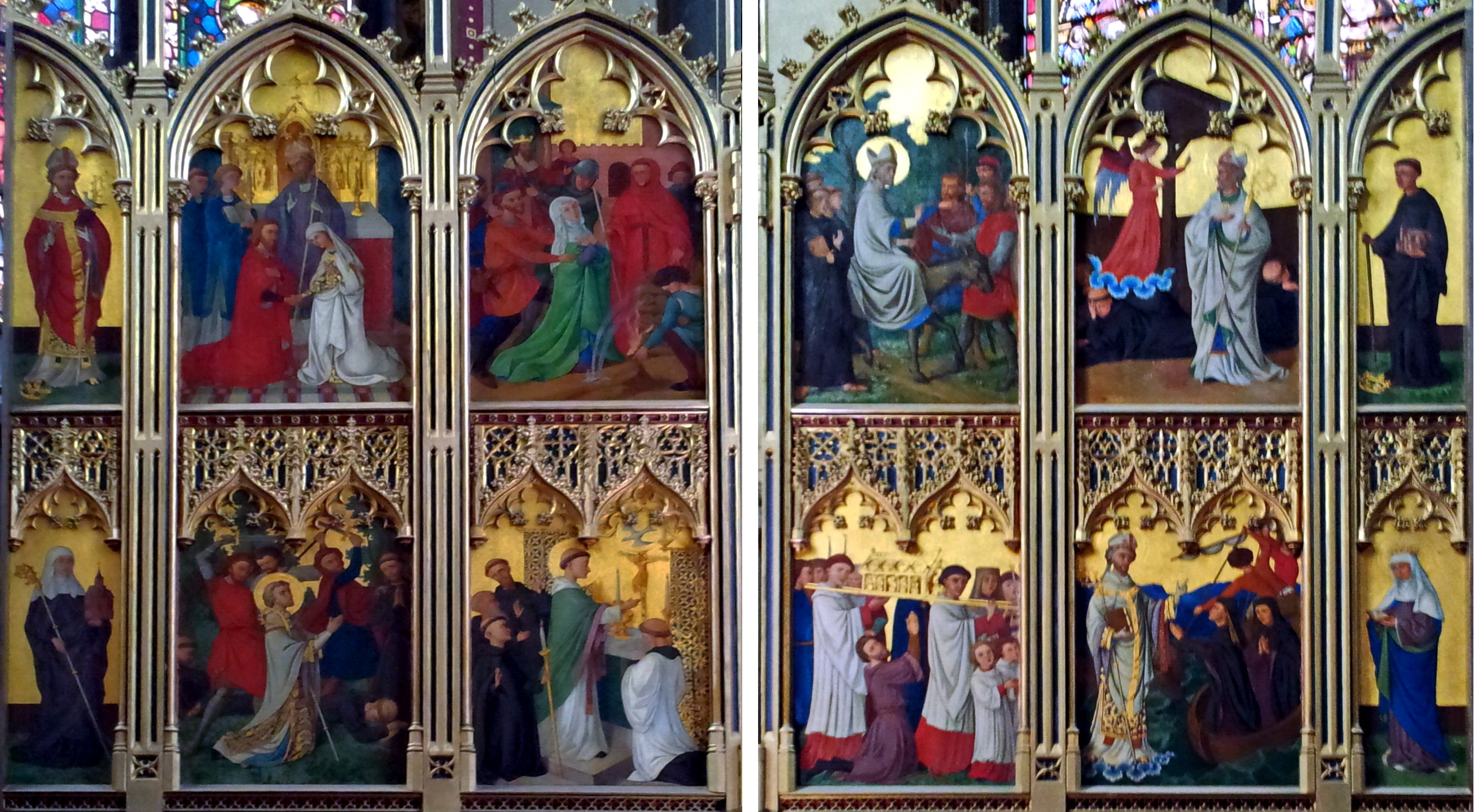
Altaarretabels in de Sint-Foillankerk in Luik, geschilderd door Helwig

- Religieuze muurschilderijen, o.a.:
  - 1857-1861: in het koor van de Onze-Lieve-Vrouwkerk van Sint-Truiden
  - 1866: Sint-Christophoruskerk te Luik
  - 1877: Sint-Pauluskathedraal te Luik
  - 1884: Abdij van Maredsous
- Retabels van altaren, o.a. in de Sint-Jacobskerk en de Sint-Foillankerk te Luik, de Sint-Katharinakerk te Hoogstraten en in de Onze-Lieve-Vrouwekerk te Sint-Truiden.

## Publicaties (selectie)

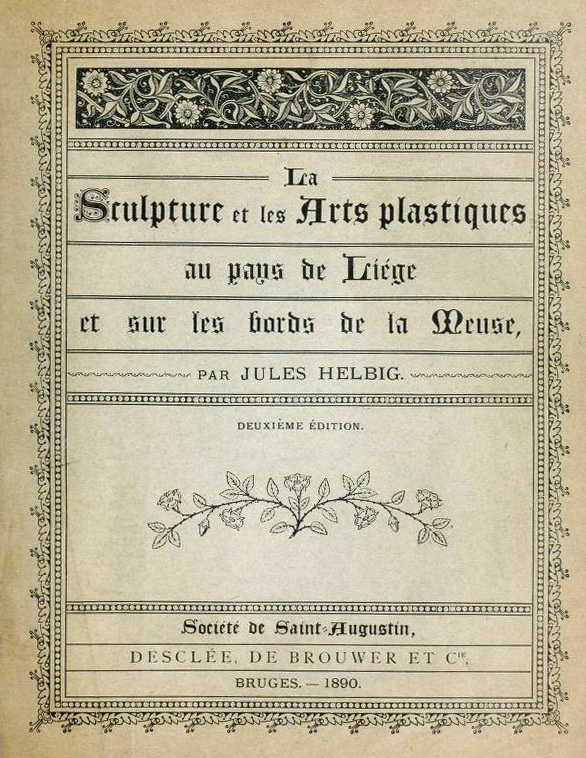
La sculpture et les art plastiques, enz. (1890)

- 1873: Histoire de la peinture dans l'ancien pays de Liège
- 1881: Éloge académique du Prince de Velbruck
- 1890: La sculpture et les arts plastiques au pays de Liège et sur les bords de la Meuse (online tekst)
- 1893: 'Gérard de Lairesse', in: Biographie nationale de Belgique, deel XI
- 1893: 'Lambert Lombard', in: Biographie nationale de Belgique, deel XII
- 1894: Orfèvrerie, dinanderie, ferronnerie, tissus, broderies, miniatures, ivoire, mobilier, et céramique (online tekst)
- 1903: La peinture au pays de Liège et sur les bords de la Meuse (online tekst)
- 1905: 'Ponsart, Jean Nicolas François', in: Biographie nationale de Belgique, deel XVIII
- 1906: Le Baron Bethune, fondateur des Écoles Saint-Luc. Étude biographique

- Bibliothèque nationale de France: cb102734881 (data)
- Digitale Bibliotheek voor de Nederlandse Letteren: helb002
- Gemeinsame Normdatei: 132590654
- International Standard Name Identifier: 0000 0000 6632 5095
- Library of Congress Control Number: no95004339
- Nationale Bibliotheek van Israël: 987007295801805171
- Nederlandse Thesaurus van Auteursnamen: 075285541
- RKD-Nederlands Instituut voor Kunstgeschiedenis: 37194
- Système universitaire de documentation: 123235669
- Union List of Artist Names: 500056483
- Virtual International Authority File: 23304567
- WorldCat: E39PBJgd4QHTRC39TVW3mY8pyd